# المنو سان بارتالومو
المنو سان بارتالومو (به ایتالیایی: Almenno San Bartolomeo) یک کمون در ایتالیا است که در استان برگامو واقع شده‌است.

## خصوصیات
المنو سان بارتالومو ۱۰٫۴ کیلومترمربع مساحت و ۵٬۳۸۸ نفر جمعیت دارد و ۳۵۲ متر بالاتر از سطح دریا واقع شده‌است.